# NGC 3944
NGC 3944 é uma galáxia elíptica (E-S0) localizada na direcção da constelação de Leo. Possui uma declinação de +26° 12' 27" e uma ascensão recta de 11 horas, 53 minutos e 05,0 segundos.
A galáxia NGC 3944 foi descoberta em 6 de Abril de 1785 por William Herschel.